# 女方遺跡
座標: 北緯36度17分03.3秒 東経139度54分39.1秒 / 北緯36.284250度 東経139.910861度
女方遺跡（おざかたいせき）は、茨城県筑西市女方字本田前にある、縄文時代晩期から弥生時代中期にかけての遺跡。1976年（昭和51年）6月28日に当時の下館市により市指定史跡となった（現在は筑西市史跡）。

## 概要

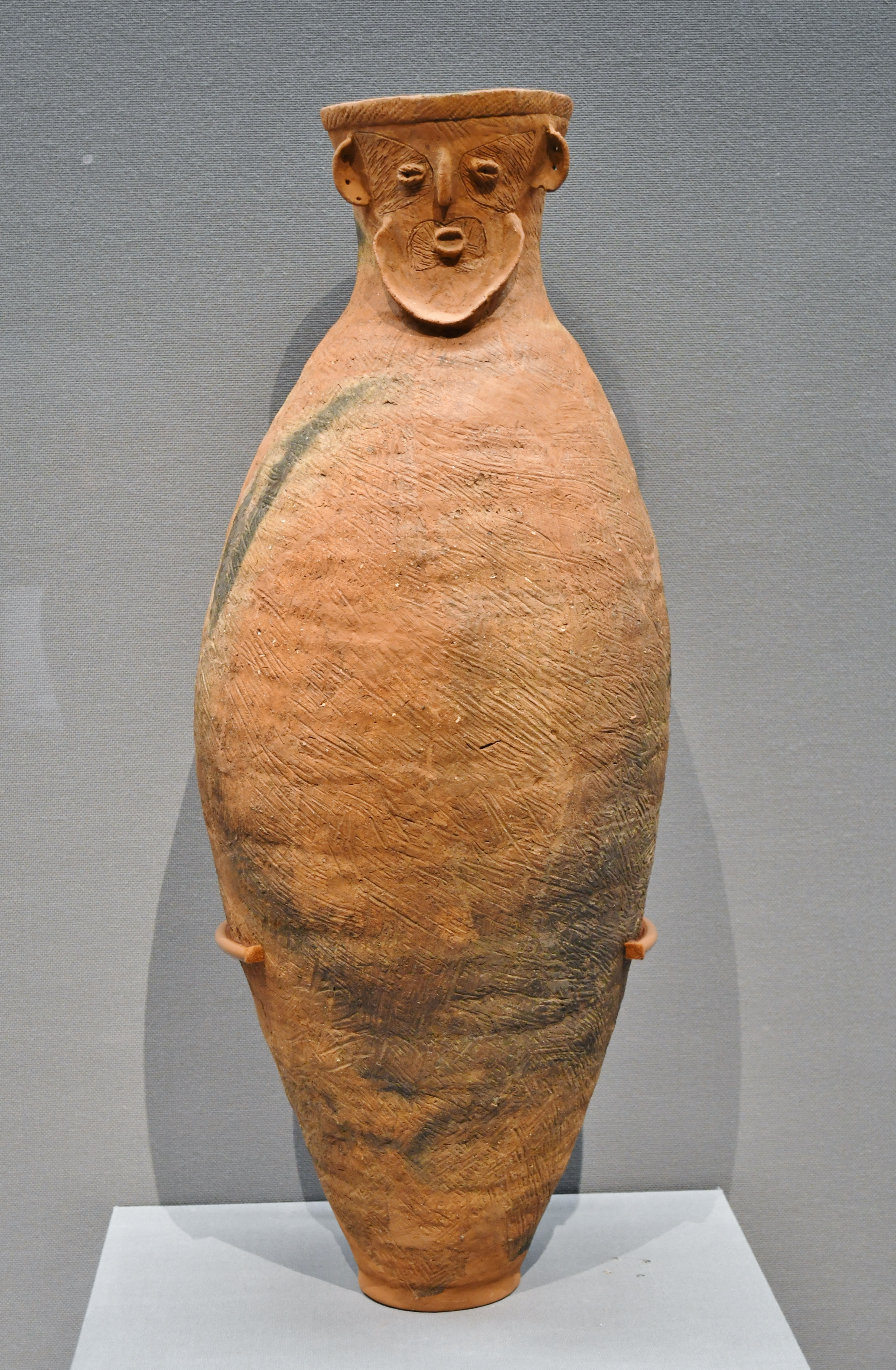
顔面付壺形土器東京国立博物館展示。

鬼怒川左岸の河岸段丘上にある。東側の縄文時代草創期から平安時代にかけての「本田前遺跡」とは、隣接ないしこれに含まれる包蔵地とされている。
医学博士の田中國男によって1939年（昭和14年）から3ヵ年に渡り発掘調査が行われ、40基余りの再葬墓とみられる土坑や埋甕などが出土した。田中により、1944年（昭和19年）に弥生時代中期の祭祀（再葬墓群）遺跡として学会に報告された。
弥生時代中期の再葬墓が見つかったのは東日本で初めてである。ここで発見された「人面付壺形土器」は、東京国立博物館に展示されている。再葬墓とは、一度白骨化させた遺体を、蔵骨器となる土器に入れるなどした後に再度埋葬することである。弥生時代に行われていた。

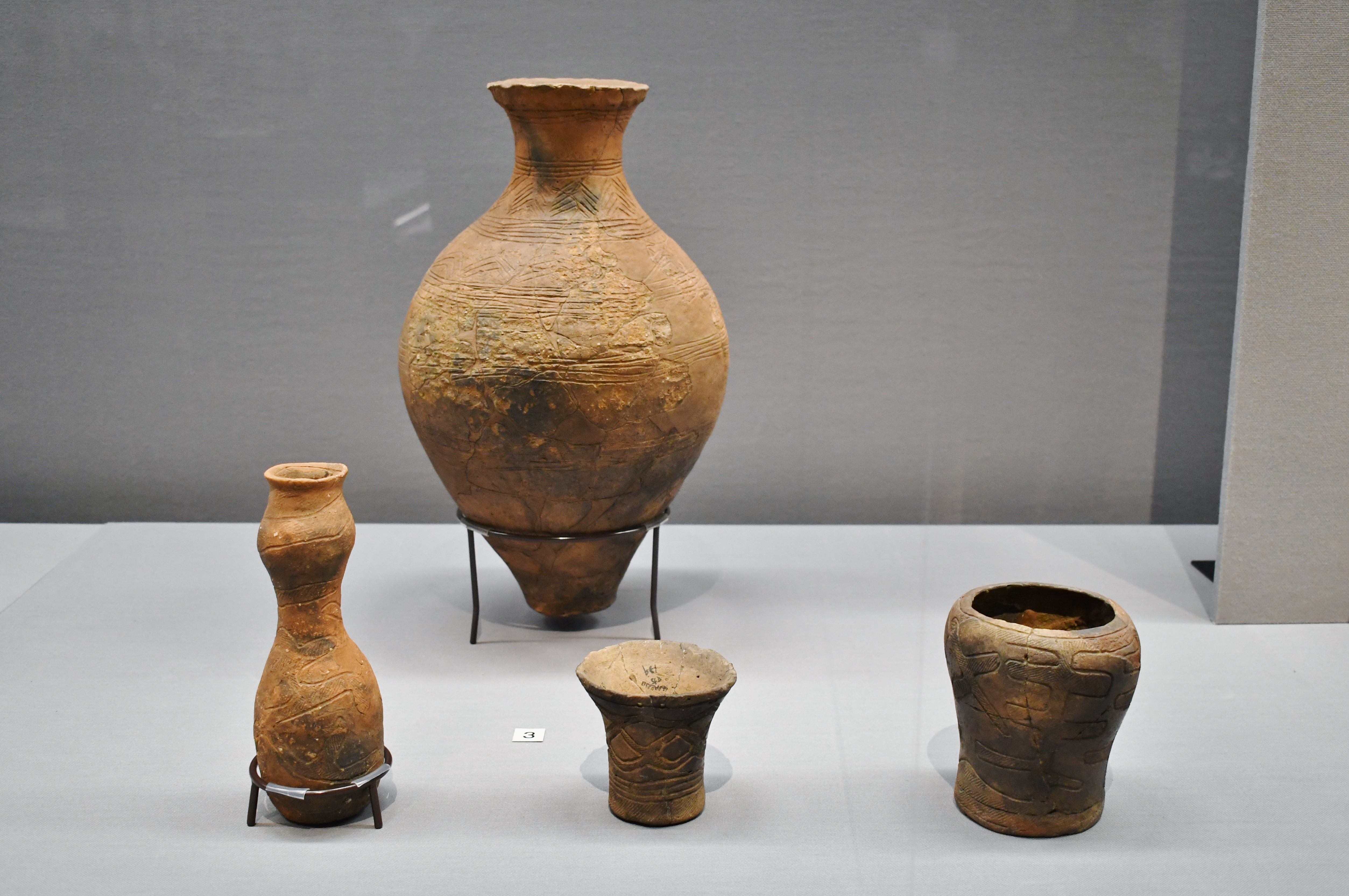
土器 東京国立博物館展示。

- 土器
東京国立博物館展示。